# Peperomia boekei
Peperomia boekei là một loài thực vật có hoa trong họ Hồ tiêu. Loài này được Callejas miêu tả khoa học đầu tiên năm 1990.